# ماري ولز
ماري ولز (بالإنجليزية: Mary Wells)‏ هي موسيقية ومغنية أمريكية، ولدت في 13 مايو 1943 في ديترويت في الولايات المتحدة، وتوفيت في 26 يوليو 1992 في لوس أنجلوس في الولايات المتحدة بسبب سرطان الحنجرة.

## وصلات خارجية
- ماري ولز على موقع IMDb (الإنجليزية)
- ماري ولز على موقع الموسوعة البريطانية (الإنجليزية)
- ماري ولز على موقع ميوزك برينز (الإنجليزية)
- ماري ولز على موقع إن إن دي بي (الإنجليزية)
- ماري ولز على موقع أول ميوزيك (الإنجليزية)
- ماري ولز على موقع ديسكوغز (الإنجليزية)
- ماري ولز على موقع قاعدة بيانات الفيلم (الإنجليزية)